# Final de la Liga de Campeones de la UEFA 1994-95
La final de la Liga de Campeones de la UEFA 1994-95 se disputó el día 24 de mayo de 1995 en el Estadio Ernst Happel de Viena, Austria. Fue la 41.ª edición de la final de la competición y los equipos que la disputaron fueron el Ajax Ámsterdam y la Associazione Calcio Milan con resultado de 1-0 para el equipo de Ámsterdam. El único gol del encuentro fue convertido por Patrick Kluivert faltando apenas cinco minutos para la finalización del partido. De esta manera el Ajax logró su cuarta Liga de Campeones.

## Partido
| 1          | POR        | Edwin van der Sar |     |
| 2          | DEF        | Michael Reiziger  |     |
| 3          | DEF        | Danny Blind       |     |
| 4          | DEF        | Frank Rijkaard    |     |
| 5          | DEF        | Frank de Boer     |     |
| 6          | MED        | Clarence Seedorf  | 54' |
| 8          | MED        | Edgar Davids      |     |
| 9          | MED        | Ronald de Boer    |     |
| 10         | DEL        | Jari Litmanen     | 69' |
| 7          | DEL        | Finidi George     |     |
| 11         | DEL        | Marc Overmars     |     |
| Entrenador | Entrenador | Louis van Gaal    |     |

| 1          | POR        | Sebastiano Rossi      |     |
| 2          | DEF        | Christian Panucci     |     |
| 6          | DEF        | Franco Baresi         |     |
| 5          | DEF        | Alessandro Costacurta |     |
| 3          | DEF        | Paolo Maldini         |     |
| 7          | MED        | Roberto Donadoni      |     |
| 8          | MED        | Marcel Desailly       |     |
| 4          | MED        | Demetrio Albertini    |     |
| 10         | MED        | Zvonimir Boban        | 86' |
| 9          | DEL        | Daniele Massaro       | 90' |
| 11         | DEL        | Marco Simone          |     |
| Entrenador | Entrenador | Fabio Capello         |     |

| 12 | DEL | Nwankwo Kanu     | 54' |
| 15 | DEL | Patrick Kluivert | 69' |

| 12 | MED | Gianluigi Lentini | 86' |
| 13 | MED | Stefano Eranio    | 90' |

| Anotado | 85' | Patrick Kluivert | 1–0 |

| Amonestado | 33' | Marc Overmars |
| Amonestado | 44' | Dany Blind    |

| Árbitro | Ion Craciunescu |

| 1          | POR        | Edwin van der Sar |     |
| 2          | DEF        | Michael Reiziger  |     |
| 3          | DEF        | Danny Blind       |     |
| 4          | DEF        | Frank Rijkaard    |     |
| 5          | DEF        | Frank de Boer     |     |
| 6          | MED        | Clarence Seedorf  | 54' |
| 8          | MED        | Edgar Davids      |     |
| 9          | MED        | Ronald de Boer    |     |
| 10         | DEL        | Jari Litmanen     | 69' |
| 7          | DEL        | Finidi George     |     |
| 11         | DEL        | Marc Overmars     |     |
| Entrenador | Entrenador | Louis van Gaal    |     |

| 1          | POR        | Sebastiano Rossi      |     |
| 2          | DEF        | Christian Panucci     |     |
| 6          | DEF        | Franco Baresi         |     |
| 5          | DEF        | Alessandro Costacurta |     |
| 3          | DEF        | Paolo Maldini         |     |
| 7          | MED        | Roberto Donadoni      |     |
| 8          | MED        | Marcel Desailly       |     |
| 4          | MED        | Demetrio Albertini    |     |
| 10         | MED        | Zvonimir Boban        | 86' |
| 9          | DEL        | Daniele Massaro       | 90' |
| 11         | DEL        | Marco Simone          |     |
| Entrenador | Entrenador | Fabio Capello         |     |

| 12 | DEL | Nwankwo Kanu     | 54' |
| 15 | DEL | Patrick Kluivert | 69' |

| 12 | MED | Gianluigi Lentini | 86' |
| 13 | MED | Stefano Eranio    | 90' |

| Anotado | 85' | Patrick Kluivert | 1–0 |

| Amonestado | 33' | Marc Overmars |
| Amonestado | 44' | Dany Blind    |

| Árbitro | Ion Craciunescu |

|                             |
| Bandera de los Países Bajos |
| Campeón Ajax Ámsterdam      |
| 4.to Título                 |